# Наньган (станция метро)
«Наньган» (англ. Nangang; кит. 南港) — станция линии Баньнань Тайбэйского метрополитена, открытая 25 декабря 2008 года. Располагается между станциями — «Куньян» и «Выставочный центр Наньган». Находится на территории района Наньган в Тайбэе.

## Техническая характеристика
«Наньган» — однопролётная станция. На станции есть четыре выхода. Два выхода оборудованы эскалаторами. Также на станции есть два лифта для пожилых людей и инвалидов. Станция связана с железнодорожной платформой Наньган. В 2015 году на станции были установлены автоматические платформенные ворота.

## Перспективы
В будущем откроется станция «Наньган» высокоскоростной железной дороги.